# Adam Dutkiewicz
Adam Jonathan Dutkiewicz (Westhampton 4 de abril de 1977)
es un músico estadounidense, ingeniero de grabación y productor musical, conocido como guitarrista y el vocalista de fondo de la banda de metalcore Killswitch Engage y Times of Grace. Es proveniente de Westhampton, Massachusetts.

## Biografía

### Inicios
Dutkiewicz, quien es de ascendencia polaca, creció en Westhampton, Massachusetts. Dutkiewicz asistió a Hampshire Regional High School.Y luego Dutkiewicz asistió a la Berklee College of Music en Boston, donde estudió Producción, Ingeniería, y Bajo.

### Creación de Aftershock (1992-2004)
La banda había sido formada en el 1992 por los hermanos Dutkiewicz, y se disolvió a mediados de 1999 poco después se unió Adam a Killswitch Engage.

### Con Shadows Fall (1995)
Shadows Fall se formó en 1995 por los guitarristas Jonathan Donais y Matt Bachand con la ayuda de Dutkiewicz. Donais y Bachand reclutaron al vocalista Philip Labonte, y el bajista
Romanko para completar Shadows Fall de formación original. La banda lanzó su primer EP, para Ashes, con Dutkiewicz tocando como baterista de sesión. Después del lanzamiento del demo Dutkiewicz dejó la banda para formar Killswitch Engage. David Germain se unió a la banda como baterista, para reemplazar a Adam.

### Killswitch Engage (1999-presente)

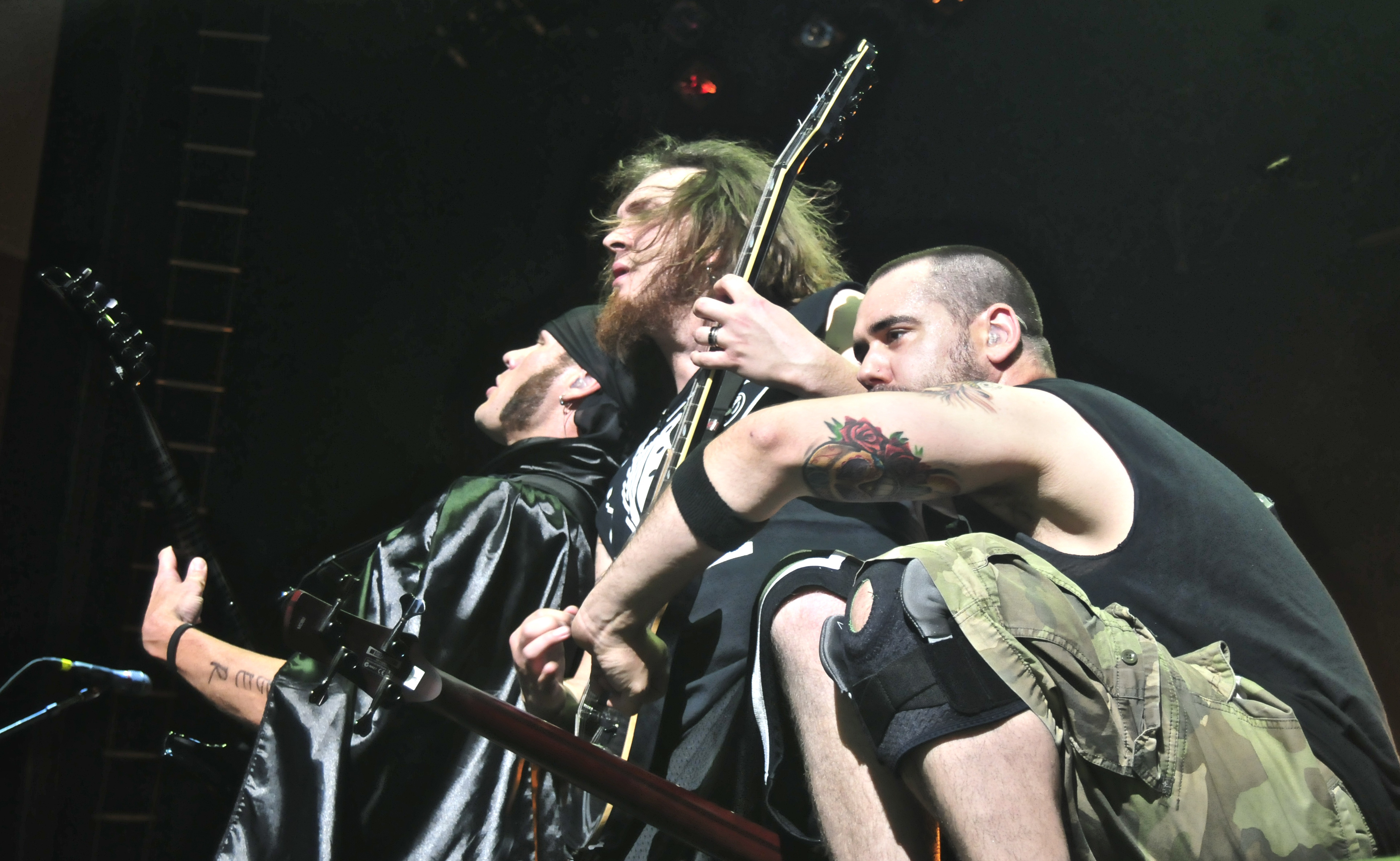
Dutkiewicz con sus compañeros de Killswitch Engage

Mientras que en la universidad, comenzó a tocar en la banda Aftershock con su amigo Joel Stroetzel. Stroetzel más tarde se uniría Dutkiewicz, Mike D'Antonio y Jesse Leach en la formación de Killswitch Engage. Dutkiewicz era el baterista de Killswitch Engage, hasta el lanzamiento de su segundo álbum, Alive or Just Breathing, cuando se trasladó a las guitarras, y Tom Gomes se convirtió en el baterista de la banda.
El seguimiento Dutkiewicz a las guitarras de A Song for Chi del 24 de junio de 2009, en San Sebastián, España.

### Times of Grace (2007-presente)

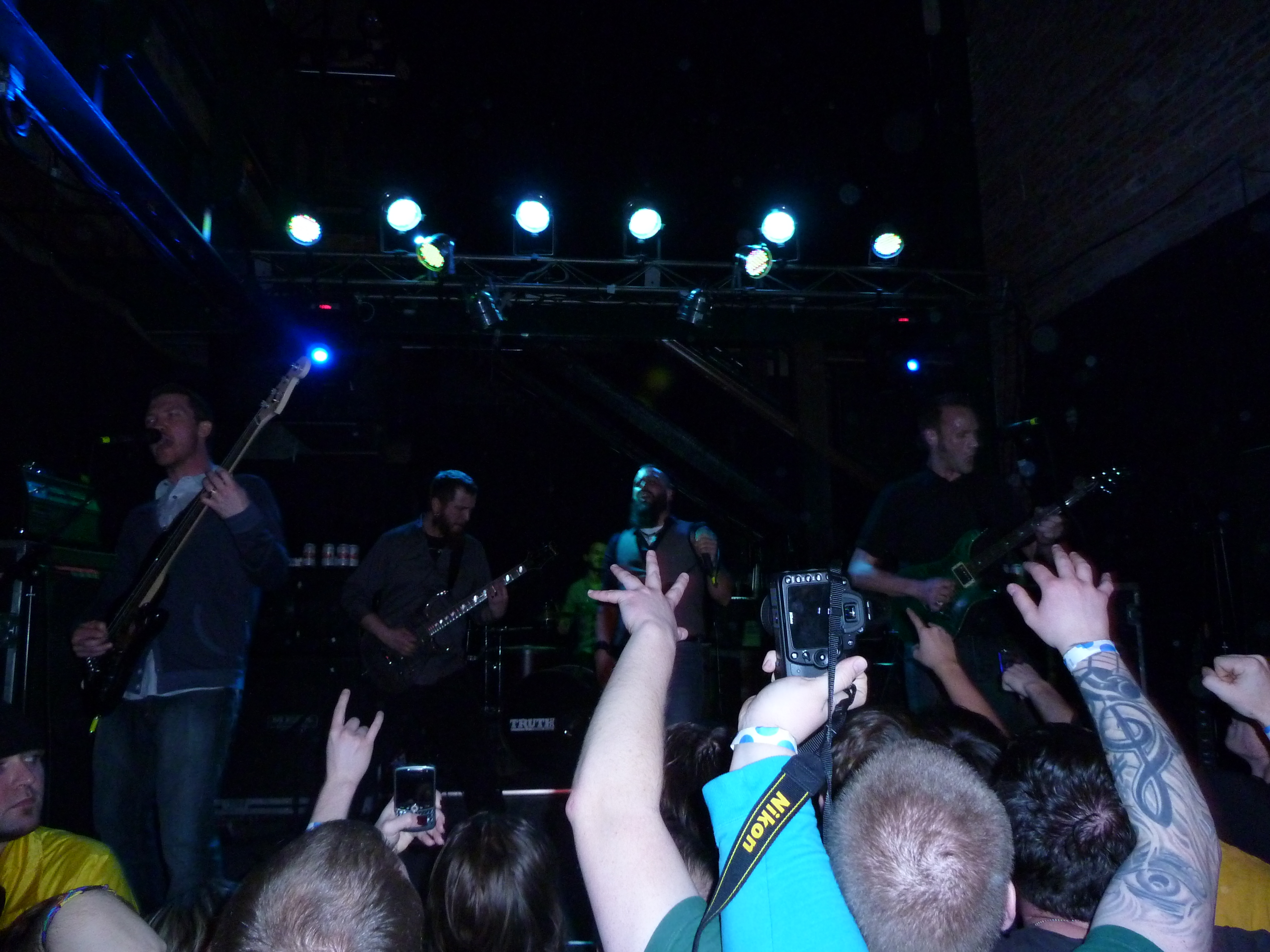
Adam en un concierto en vivo en Baltimore, MD febrero de 2011 con la banda.

Al recorrer el Reino Unido con Killswitch Engage Dutkiewicz requirió una cirugía de emergencia en la espalda.Mientras que en el hospital, escribió el nuevo material que más tarde grabó los demos en su casa. Dutkiewicz más tarde se puso en contacto con el excompañero de banda Killswitch Engage y cantante Jesse Leach acerca de cómo escribir las letras y grabación de los temas. Bajo el nombre de Times of Grace, se comenzó a grabar el material de su primer álbum.

## Equipo

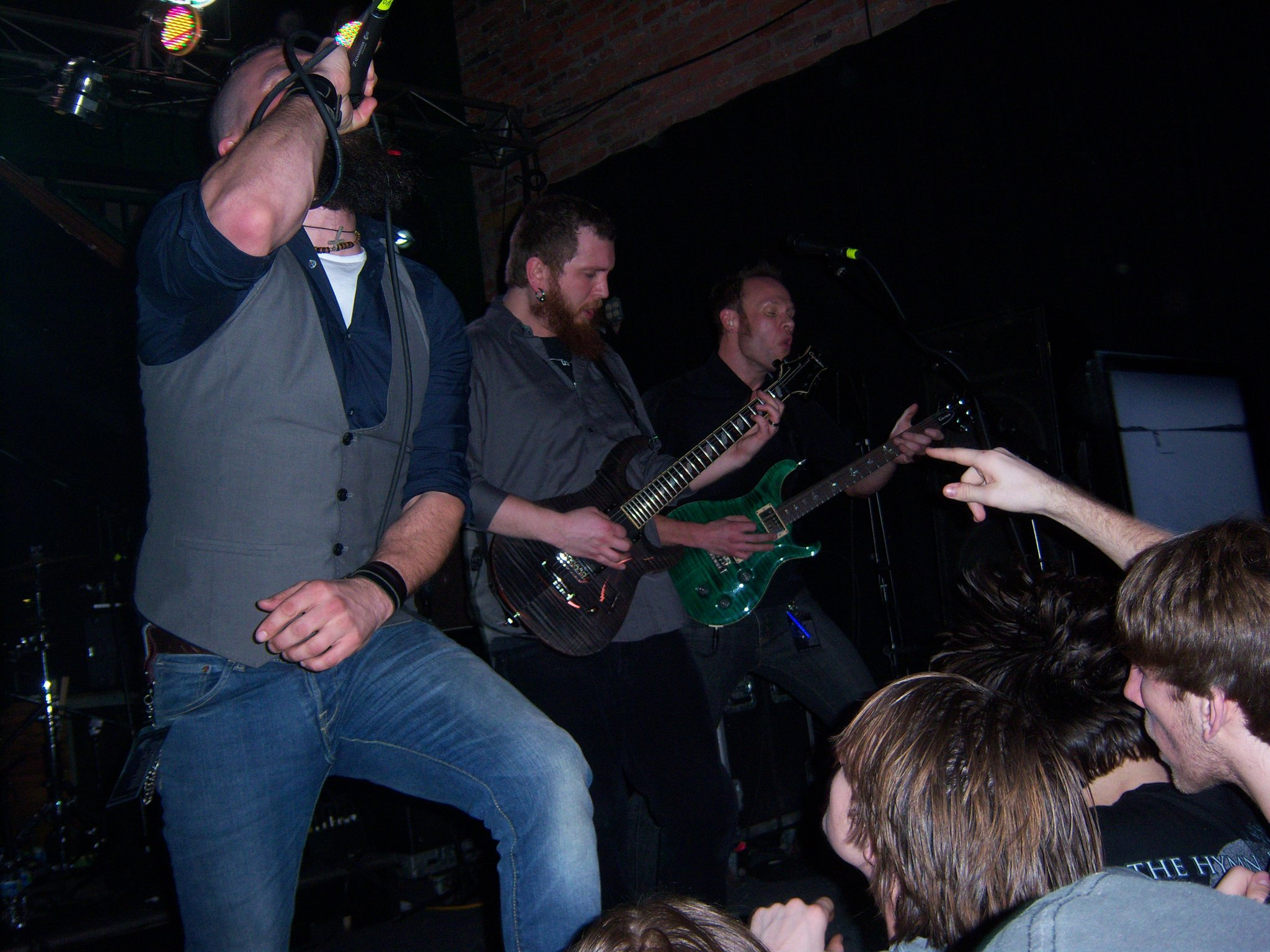
Jesse Leach, Adam Dutkiewicz y Joel Stroetzel, miembros de Times of Grace

### Guitarras
Dutkiewicz ha trabajado durante mucho tiempo con Caparison Guitars sobre todo con la Caparison PLM-3, un modelo descontinuado, con pastillas EMG (EMG 85 en el puente, y dos EMG SA Single Coil solo en las posiciones medias y mástil) y cuerdas DR Tite-Fit .012 -. 052. Él ha sido citado diciendo que le gustan las guitarras porque "tienen un brazo muy parecido a las strat."
En los shows del 2008 , el usó una black Parker Fly, con un conjunto de pastillas EMG 81 / EMG 85. Además, el usó una guitarra personalizada Caparison, inspirado en el modelo Dellinger. En la actualidad, utiliza guitarras Parker por su peso ligero con el fin de evitar el empeoramiento de sus problemas de espalda. Recientemente se le ha sido visto usando una guitarra PRS CUSTOM 22 con Killswitch Engage y Times of Grace. En su proyecto alterno Burn Your Wishesha estado utilizando una ESP Eclipse-Dark Red Maple Top con pastillas EMG.

### Amplificación y efectos
A lo largo de su carrera, Dutkiewicz ha utilizado una gama de amplificadores diferentes, incluyendo Hughes and Kettner TriAmp MK II, Vox AC30's, Peavey 5150's y Mesa/Boogie Triple Rectifier y Roadster, con gabinetes Mesa/Boogie y Hughes y Kettner 4x12 , cargado con Celestion Vintage 30.
Para la grabación de "Killswitch Engage" (2009), utilizó un Diezel VH4. También utiliza un Nitro Splawn, un Orange Tiny Terror, y muchos otros amplificadores para los overdubs distorsionada. Dutkiewicz está utilizando actualmente la EVH 5150 III con gabinetes rectos tradicionales Mesa/Boogie , un Nitro Splawn con bulbos KT88, su Maxon OD-808, sistema inalámbrico Audio Technica 5000, y un Boss NS-2 Noise Suppressor. Su rig apareció en la revista Guitar World, en la columna Vulgar Display of Power. Para los pedales de efectos, ha sido conocido el uso de Maxon AD-999 Analog Delay y Maxon OD808 Overdrive. El y su compañero guitarrista Stroetzel han acreditado con ayudar a desarrollar el pedal Maxon OD-9 Pro+Overdrive. Dirige el pedal de retardo en el bucle de sus amplificadores, mientras se ejecuta un pedal de overdrive en el lazo de un Boss NS-2 supresor de ruido.
El equipo de perforación para su proyecto paralelo parece consistir en una Framus Cobra y posiblemente un efecto similar pedal de instalación para su plataforma de Killswitch Engage.

## Personalidad sobre el escenario
Adam D posee una personalidad enérgica sobre el escenario durante los conciertos de Killswitch Engage. Es uno de los miembros más activos de la banda, que es bien conocido por usar prendas de ropa excéntricas o extrañas (como una capa corta y pantalones cortos en el DVD World Ablaze, el sombrero de pirata que llevaba durante una actuación en Jimmy Kimmel Live! o incluso una franela de Katy Perry). Sus travesuras se incluyen en la página web de Something Awful.

## Producción discografía
Ha asumido el papel de Productor en todos los registros de Killswitch Engage, excepto en su segundo álbum homónimo Killswitch Engage , El cual fue lanzado 30 de junio de 2009. Para este álbum tomó en el trabajo de coproductor junto a Brendan O'Brien (conocida por su trabajo con AC/DC, The Offspring, Pearl Jam, Rage Against the Machine, Incubus, Mastodon, and Stone Temple Pilots). . Adam también ha producido para las bandas As I Lay Dying, Underøath, The Acacia Strain, Unearth, All That Remains, From Autumn to Ashes, Johnny Truant, Parkway Drive, The Agony Scene, Every Time I Die y otros.
Ha sido comparado con Ross Robinson, productor de muchos álbumes de nu metal, por su influencia en el metal moderno y dar forma al sonido de la metalcore melódico. También es un ingeniero de Zing Recording Studios, que ha producido para numerosos artistas, entre ellos varios de Tooth & Nail Records y su heavy metal subsello Solid State Records

Dutkiewicz ha hecho la producción de álbumes diferentes bandas en el género hard rock Metalcore.
- Shadows Fall - Somber Eyes to the Sky (1997)
- Aftershock - Through the Looking Glass (2000)
- Killswitch Engage - Killswitch engage (2000)
- Unearth - The Stings of Conscience (2001)
- Arma Angelus - Where Sleeplessness Is Rest from Nightmares (2001)
- Every Time I Die - Last Night in Town (2001)
- From Autumn to Ashes - Too Bad You're Beautiful (2001)
- All That Remains - Behind Silence and Solitude (2002)
- Killswitch Engage - Alive or Just Breathing (2002)
- The Acacia Strain - ... And Life is Very Long (2002)
- Norma Jean - Bless the Martyr and Kiss the Child (2002)
- Unearth - Endless (2002)
- Cannae - Horror (2003)
- The Agony Scene - The Agony Scene (2003)
- All That Remains - This Darkened Heart (2004)
- Killswitch Engage - The End of Heartache (2004)
- The Acacia Strain - 3750 (2004)
- Unearth - The Oncoming Storm (2004)
- He Is Legend - I Am Hollywood (2004)
- Johnny Truant - In the Library of Horrific Events (2005)
- August Burns Red - Thrill Seeker (2005)
- Parkway Drive - Killing With A Smile (2005}
- The Acacia Strain - The Dead Walk (2006)
- Underoath - Define the Great Line (2006)
- All That Remains - The Fall of Ideals (2006)
- Killswitch Engage - As Daylight Dies (2006)
- Burn Your Wishes - Burn Your Wishes Split w/ The Awards (2006)
- Caliban - The Awakening (2007)
- As I Lay Dying - An Ocean Between Us (2007)
- Parkway Drive - Horizons (2007)
- MyChildren MyBride - Unbreakable (2008)
- Austrian Death Machine - Total Brutal (2008)
- Overcast - Reborn to Kill Again (2008)
- Underoath - Lost in the Sound of Separation (2008)
- A Day to Remember - Homesick (2009)
- Killswitch Engage - Killswitch Engage II (2009)
- Caliban - Say Hello to Tragedy (2009)
- As I Lay Dying - The Powerless Rise (2010)
- All That Remains - For We Are Many (2010)
- Times of Grace - The Hymn of a Broken Man (2011)
- Unearth - Darkness in the Light (2011)

## Candidaturas y premios
Premio God Riffs 2011, en los premios Metal Hammer. (Nominado)